# Jupi-pari
O Jupi-Pari é uma figura do folclore brasileiro. Vive nas matas, tem a boca na barriga e amedronta os habitantes da mata.